# Helios Dr. Horst Schmidt Kliniken Wiesbaden

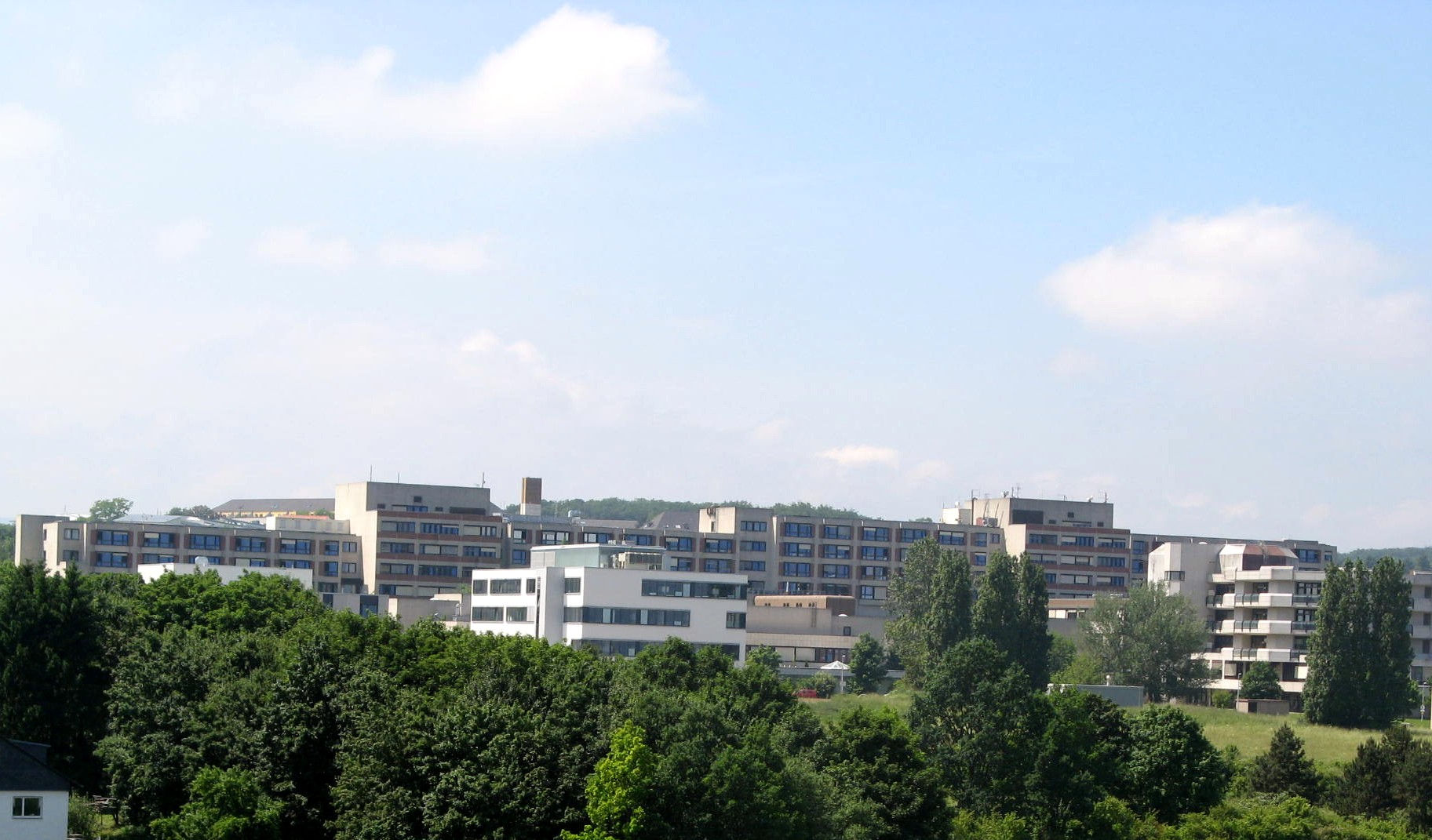
Klinikgebäude

Neubau, 2018, Rohbau

Die Helios Dr. Horst Schmidt Kliniken Wiesbaden sind ein Krankenhaus in Wiesbaden. Sie sind auch unter der Abkürzung HSK bekannt. Der 1976 verstorbene hessische Sozialminister Horst Schmidt ist Namensgeber des Klinikums.
Das Klinikum besteht aus insgesamt 25 Fachkliniken, 5 Instituten und 20 spezialisierten Zentren sowie einem Medizinischen Versorgungszentrum (MVZ) mit sechs Facharztpraxen. Derzeit sind 2000 Mitarbeiter beschäftigt.
Im Jahr 2006 hatte die HSK 2118 Mitarbeiter. Diese betreuten ca. 40.000 Fälle, damit erreicht sie einen Nutzungsgrad von knapp 86 %. Mit seinen 1.027 Betten ist es das fünftgrößte Krankenhaus in Hessen (nach dem Universitätsklinikum Gießen/Marburg, dem Klinikum Kassel, dem Klinikum Fulda und dem Universitätsklinikum Frankfurt am Main).

## Geschichte
Den Grundstein für die erste Klinik in Wiesbaden legte der Deutsche Orden im Jahre 1215. 1353 wurde von Erzbischof Gerlach von Mainz ein Zivilhospital errichtet. Dieses existierte bis 1879, und am 16. April 1879 folgte der Einzug in das neue städtische Krankenhaus an der Schwalbacher Straße. Es besaß 160 Betten, was für damalige Zeiten eine der Stadtgröße entsprechende Zahl war. Das Krankenhaus litt aber unter unhygienischen Zuständen.
In Wiesbaden setzte Ende des 19. Jahrhunderts ein starkes Bevölkerungswachstum ein, das den Ausbau der Klinik erforderlich machte. Infolgedessen erhöhte sich die Bettenzahl bis 1914 auf 622. Später mussten bis 1930 wieder viele Stellen und Betten aus Kostengründen abgebaut werden. Im Zweiten Weltkrieg wurden große Teile des damaligen städtischen Krankenhauses zerstört.
In der Nachkriegszeit entstand das Klinikum wieder und erreichte schließlich 1949 eine Bettenzahl von 940. 1972 wurden alle Bauarbeiten an der Klinik eingestellt, weil die räumliche Kapazität erschöpft war. Auf der Suche nach einem Bauplatz für eine neue Klinik erwies sich der Freudenberg als geeignet, den die Stadt vom Bund erwarb.
Am 2. Dezember 1976 erfolgte der erste Spatenstich und am 18. Oktober 1982 die Fertigstellung. Das Gebäude wurde nach dem hessischen Sozialminister Horst Schmidt benannt, der sich sehr für den Bau der Klinik eingesetzt hatte.
Die HSK hatte an diesen Anfangstagen eine Gesamtbettenzahl von 818 und hatte insgesamt 273 Mio. DM gekostet. In den ersten Jahren wurden keine weiteren Bautätigkeiten aufgenommen, 1992 wurde eine Neurochirurgische Klinik eingerichtet und 1993 das Ausbildungszentrum. Danach wurden unter anderem noch gebaut: das Dienstgebäude, eine Klinik für Gynäkologie und eine Poliklinik. Die HSK hatte zuletzt 990 Planbetten.
Im Jahr 2012 hat die Stadt Wiesbaden 49,9 % ihrer Anteile, die von der HSK Rhein-Main GmbH, gehalten werden, an den börsennotierten Konzern Rhön-Klinikum veräußert.
Im November 2013 kündigte die HSK an, den Standort Wilhelm-Fresenius-Klinik aus Gründen der Kostenersparnis aufzulösen. An diesem Standort befanden sich Dermatologie, Augenheilkunde sowie eine Chirurgie.
Im Mai 2014 verkaufte Rhön-Klinikum seine Anteile an der HSK an die Helios Kliniken. Das Stadtparlament Wiesbaden stimmte diesem Verkauf und der von den Helios Kliniken gewünschten Aufnahme das Namenszusatzes „Helios“ am 22. Mai 2014 zu. Die Stadt Wiesbaden behielt ihre Anteile und blieb Mehrheitseigentümer.
Im Jahr 2016 wurde mit dem Bau eines Neubaus begonnen, der ursprünglich 2020 eingeweiht werden sollte. Der benachbarte, 1982 errichtete Altbaus, soll nach dem Umzug abgerissen werden und einem Parkplatz weichen. Einige jüngere Gebäude – wie jene für Psychiatrie, Pathologie und Verwaltung – bleiben ebenso wie das Küchengebäude erhalten. Die neue Klinik mit ihren 927 Betten wird der Arbeitsplatz von 450 Ärzten und 700 Beschäftigten im Pflegedienst. Damit steht die HSK hessenweit an fünfter Stelle und wird als eines  der modernsten Krankenhäuser Deutschlands über 25 Fachkliniken, fünf Institute und 21 Zentren verfügen. Der Umzug verzögerte sich mehrfach und wurde zum 9. November 2024 abgeschlossen. Die Gesamtkosten lagen bei über 300 Millionen Euro.

## Kritik
Am 11. Januar 2016 wurden in der Recherchesendung Team Wallraff schwerwiegende Hygienemängel und andere Mängel in dieser und anderen Helios Kliniken dokumentiert. Die Westdeutsche Allgemeine Zeitung schrieb, dass die Sendung offensichtliche Missstände zutage fördere – „und zwar so stark, dass es beim Zusehen aufregt und fast schmerzt“. Patienten lägen stundenlang in der Notaufnahme auf den Gängen, Pfleger und Ärzte litten unter so hohem Stress, dass ein Pfleger sogar einen Schwächeanfall erlitten habe. Ferner wird dokumentiert, dass in der Klinik zur Kosteneinsparung dünne, schnell reißende Gummihandschuhe verwendet werden. Eine Mitarbeiterin erklärte, der Betrieb ließe sich nur aufrechterhalten, „indem wirklich über die Kraftreserven hinaus gearbeitet wird. Aber irgendwann ist damit Schluss. In unserer Klinik laufen wir gerade auf einen Kollaps zu. Wir sind am Ende.“

## Kliniken und Institute
Das Krankenhaus hat folgende Fachkliniken, Institute und Zentren:

### Fachkliniken
- Klinik für Allgemein- und Viszeralchirurgie
- Klinik für Anästhesie, Rettungsmedizin und Schmerztherapie
- Augenklinik Wiesbaden
- Klinik für Dermatologie und Allergologie
- Klinik für Geburtshilfe und Pränatalmedizin
- Klinik für Gynäkologie und gynäkologische Onkologie
- Klinik für Gefäßchirurgie
- Klinik für Hals-, Nasen-, Ohren-Heilkunde, Kopf- und Halschirurgie
- Klinik für Kinder und Jugendliche
- Klinik für Mund-, Kiefer- und Gesichtschirurgie
- Klinik für Neurochirurgie
- Klinik für Neurologie
- Klinik für Notfallmedizin
- Klinik für Pneumologie
- Klinik für Psychiatrie und Psychotherapie
- Klinik für Psychosomatische Medizin und Psychotherapie
- Klinik für Thoraxchirurgie
- Klinik für Unfall-, Hand- und Orthopädische Chirurgie
- Klinik für Urologie und Kinderurologie
- Klinik Innere Medizin I
  - Kardiologie
  - konservative Intensivmedizin
- Klinik Innere Medizin II
  - Gastroenterologie
  - Hepatologie
  - Endokrinologie
- Klinik Innere Medizin III
  - Hämatologie
  - Onkologie
  - Palliativmedizin
- Klinik Innere Medizin IV
  - Rheumatologie
  - Nephrologie

### Institute
- Institut für diagnostische & interventionelle Radiologie und Neuroradiologie
- Institut für Arbeitsmedizin, Prävention und Gesundheitsförderung
- Institut für Labordiagnostik und Hygiene
- Institut für Nuklearmedizin
- Institut für Pathologie und Zytologie

### Zentren
- Allergiezentrum
- Anästhesiologie, Intensivmedizin und intermediate Care
- Bauchzentrum
- Brustzentrum und Senologie
- Darmkrebszentrum
- Diabeteszentrum
- Gefäßzentrum Wiesbaden-Taunus
- Gynäkologisches Krebszentrum
- Hauttumorzentrum Wiesbaden
- Hörzentrum
- Leukämie- und Lymphomzentrum
- Lungenzentrum Wiesbaden
- Kontinenzzentrum
- Kopf-Hals-Tumorzentrum
- Medizinisches Versorgungszentrum (MVZ)
- Mutter-Kind-Zentrum Wiesbaden
- Onkologisches Zentrum (Helios Centrum für Tumorerkrankungen Wiesbaden)
- Interdisziplinäres Zentrum für plastische Operationen
- Prostatazentrum
- Schluckzentrum
- Sozialpädiatrisches Zentrum (SPZ)
- Tuberöse Sklerose Zentrum
- Tumorzentrum Helios HSK Wiesbaden
- Vaskulitiszentrum Rhein-Main
- Zentrum für seltene Erkrankungen

Die Dr.-Horst-Schmidt-Klinik ist ein akademisches Lehrkrankenhaus der Johannes-Gutenberg-Universität, Mainz (Rheinland-Pfalz, Deutschland).